# Habenaria guilleminii
Habenaria guilleminii är en orkidéart som beskrevs av Heinrich Gustav Reichenbach. Habenaria guilleminii ingår i släktet Habenaria och familjen orkidéer. Inga underarter finns listade i Catalogue of Life.